# Filtro a giostra
Il filtro a giostra (in inglese "tilting pan filter") è un'apparecchiatura chimica utilizzata per effettuare la filtrazione in continuo di sistemi solido-liquido.

## Funzionamento

Schema di funzionamento di un filtro a giostra

Il filtro a giostra è costituito da vari vassoi di forma trapezoidale, disposti attorno ad un condotto centrale. L'insieme dei vassoi, ruotando, attraversa ciclicamente le varie fasi della filtrazione, che sono le seguenti:
- alimentazione dall'alto del vassoio con la soluzione da trattare (chiamata "torta")
- primo lavaggio
- essiccamento della torta, tramite aspirazione del liquido dal condotto centrale
- secondo lavaggio
- secondo essiccamento della torta, tramite aspirazione del liquido dal condotto centrale
- lo scarico della torta avviene tramite la rotazione (tilting) del vassoio;
- lavaggio del vassoio, grazie ad un getto di acqua di lavaggio dal basso verso l'alto
- rotazione del vassoio e successiva alimentazione.

In questa maniera il ciclo di lavorazione avviene in maniera continua, a differenza di altri filtri in cui il processo è di tipo batch (cioè discontinuo), come ad esempio la filtropressa.